# 莱姆莱姆·海卢
莱姆莱姆·海卢（Lemlem Hailu，2001年5月21日—），埃塞俄比亚女子田径运动员，2018年夏季青年奥林匹克运动会女子1500米铜牌得主、2019年非洲运动会女子1500米铜牌得主、2022年世界室内田径锦标赛女子3000米金牌得主。